# Lijst van prefecten voor de Heiligverklaringen

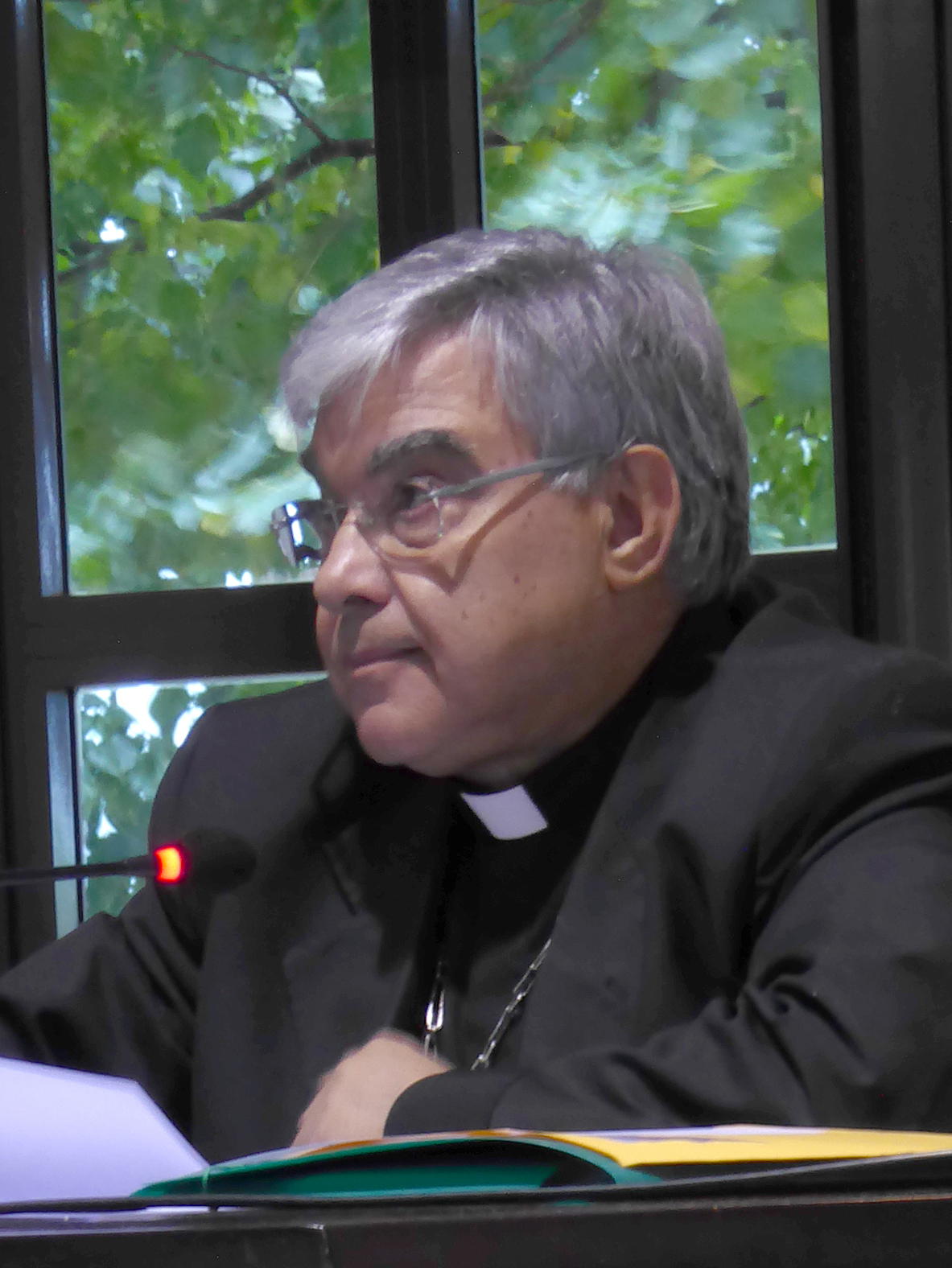
Marcello Semeraro, prefect van de dicasterie

Onderstaand volgt een lijst van prefecten van de dicasterie voor de Heiligverklaringen, een orgaan van de Romeinse Curie.
| Congregatie voor de Heilig- en Zaligsprekingsprocessen | Congregatie voor de Heilig- en Zaligsprekingsprocessen |
| ------------------------------------------------------ | ------------------------------------------------------ |
| 1969-1973                                              | Paolo Bertoli                                          |
| 1973-1975                                              | Luigi Raimondi                                         |
| 1976-1980                                              | Corrado Bafile                                         |
| 1980-1988                                              | Pietro Palazzini                                       |
| 1988-1995                                              | Angelo Felici                                          |
| 1995-1998                                              | Alberto Bovone                                         |
| 1998-2008                                              | José Saraiva Martins                                   |
| 2008-2018                                              | Angelo Amato                                           |
| 2018-2020                                              | Giovanni Angelo Becciu                                 |
| 2020-2022                                              | Marcello Semeraro                                      |
| Dicasterie voor de Heiligverklaringen                  |                                                        |
| 2022-heden                                             | Marcello Semeraro                                      |